# Прядівка
Пряді́вка — село в Україні, в Царичанській селищній громаді Дніпровського району Дніпропетровської області. Населення за переписом 2023 року складало 1 577 осіб.

## Географія
Село Прядівка розташовано на березі однойменної річки, вище за течією примикає село Топчине (Новомосковський район), нижче за течією на відстані 4 км розташовані села Калинівка та Пилипівка. Через село проходить автомобільна дорога Т 0413.

## Археологія
На території сьогоднішньої Прядівки люди жили ще за часів зрубної культури (ІІ-І тисячоріччя до Р. Х.).

## Історія
Село масово заселялося переселенцями у XVIII столітті. Частина їх прийшла з Могилева і розташувалася по один бік річки, інші — з Бабайківки, вони зайняли протилежний берег.
Жителі засівали береги річки коноплями (прядиво), від чого і пішла назва річки Прядівки, а з часом і села.
До 1766 року село перебувало в складі Самарській паланці.
1770 року Прядівка перейшла з Протовчанської паланки (з 1766) до Орільської паланки.
У 1863 році, після побудування церкви на честь Олександра Невського, село перейменували на Новоолександрівку, проте ця назва у народі не прижилася.
1886 року слобода Прядівка була центром Прядівської волості Новомосковського повіту. Тут мешкало 3667 осіб. Тут було 563 подвір'їв, волосне правління, православна церква, поштова станція, 3 ярмарки.
У 50-х роках ХХ сторіччя у Прядівку переїхав із Петриківки священник Костянтин Гаврилович Коробчанський, коли там ще була церква. У 60-х роках Радянська влада цей храм закрила, проте панотець Костянтин проводив церковні обряди вдома або на виїзді.
1989 року за переписом тут проживало приблизно 1900 осіб.

## Населення

### Мова
Розподіл населення за рідною мовою за даними перепису 2001 року:
| Мова            | Кількість | Відсоток |
| --------------- | --------- | -------- |
| українська      | 1830      | 95.21%   |
| російська       | 76        | 3.95%    |
| білоруська      | 3         | 0.16%    |
| вірменська      | 1         | 0.05%    |
| румунська       | 1         | 0.05%    |
| інші/не вказали | 11        | 0.58%    |
| Усього          | 1922      | 100%     |

## Економіка
- ТОВ «Господар».
- ТОВ «Агрофірма „Вікторія“.
- ФГ «Каскад».

## Об'єкти соціальної сфери
- Школа.
- Дитячий садочок.
- Лікарня.
- Будинок культури.

## Релігія
В селі знаходяться дві церкви - Домовий храм ікони Божої Матері "Почаївської" ПЦУ (вул. Мечнікова, 4-А) та храм Святого князя Олександра Невського УПЦ (вул. Покровська).

## Відомі люди
- 8 вересня 1928 року на безіменному хуторі поблизу села народився Сологуб Василь Павлович (1928-2008) — український письменник.
- Безсмертний Артур Анатолійович (1984—2018) — солдат Збройних сил України, учасник російсько-української війни.

## Галерея

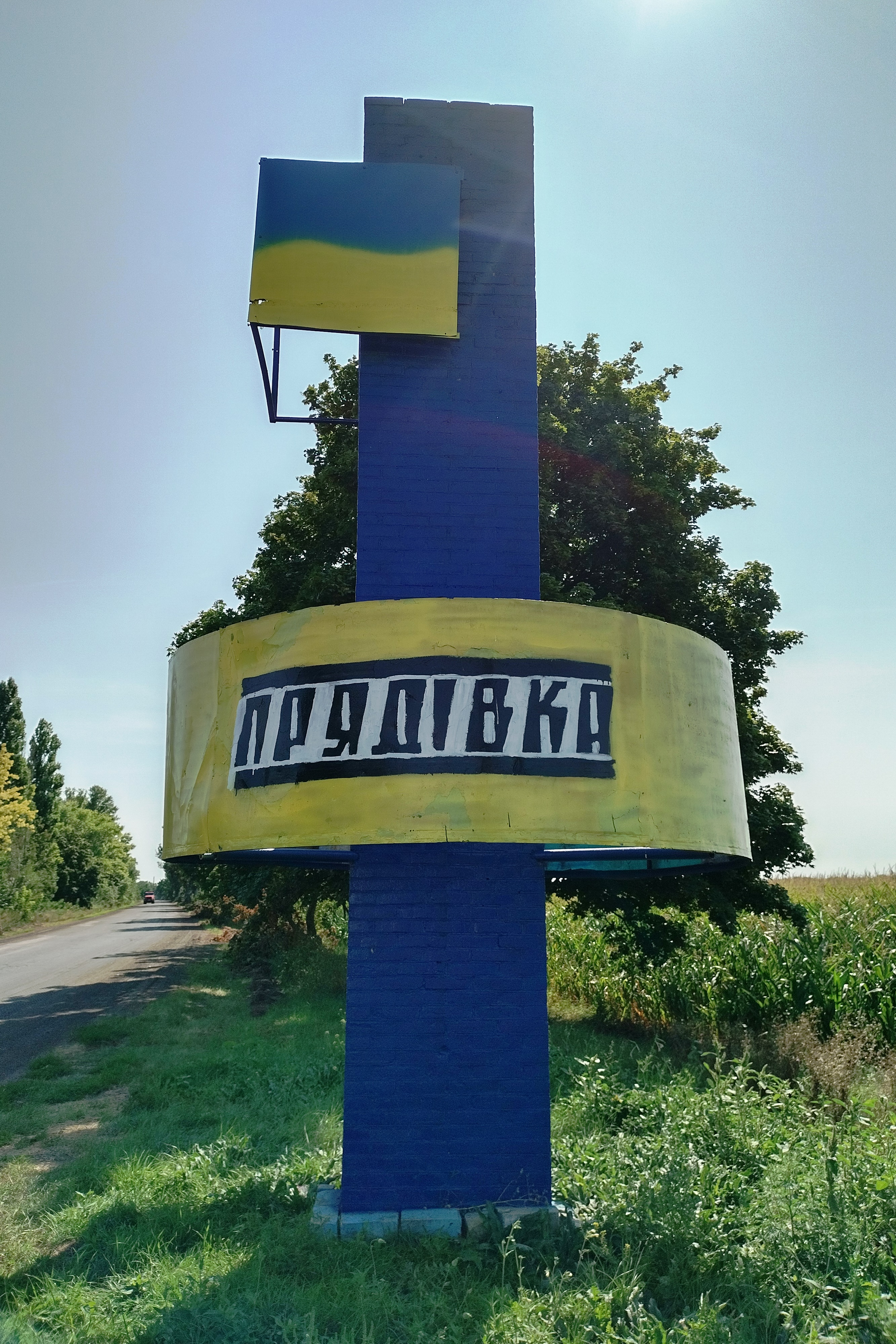
Стела при в'їзді в село
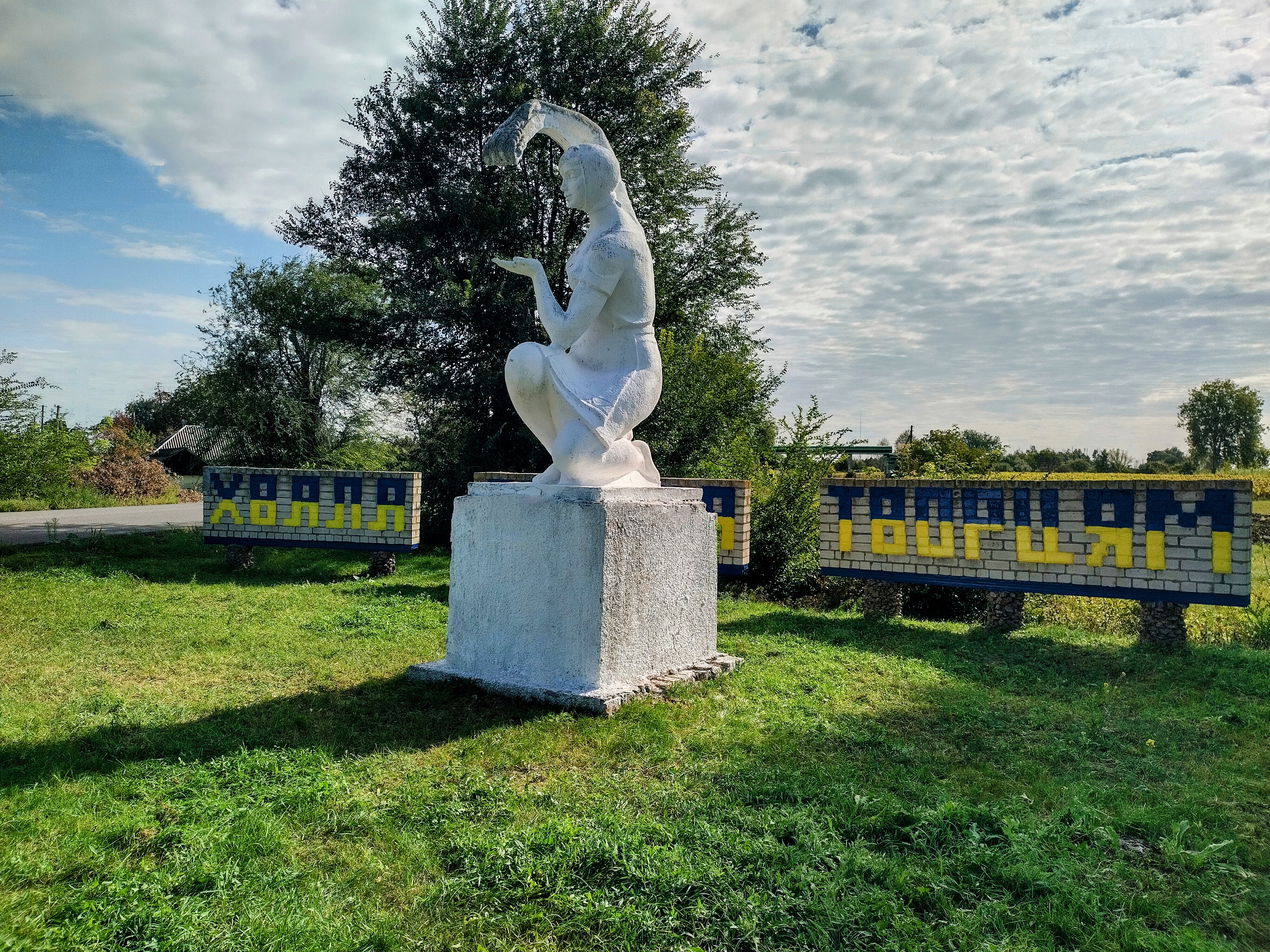
Пам'ятка радянського мистецтва
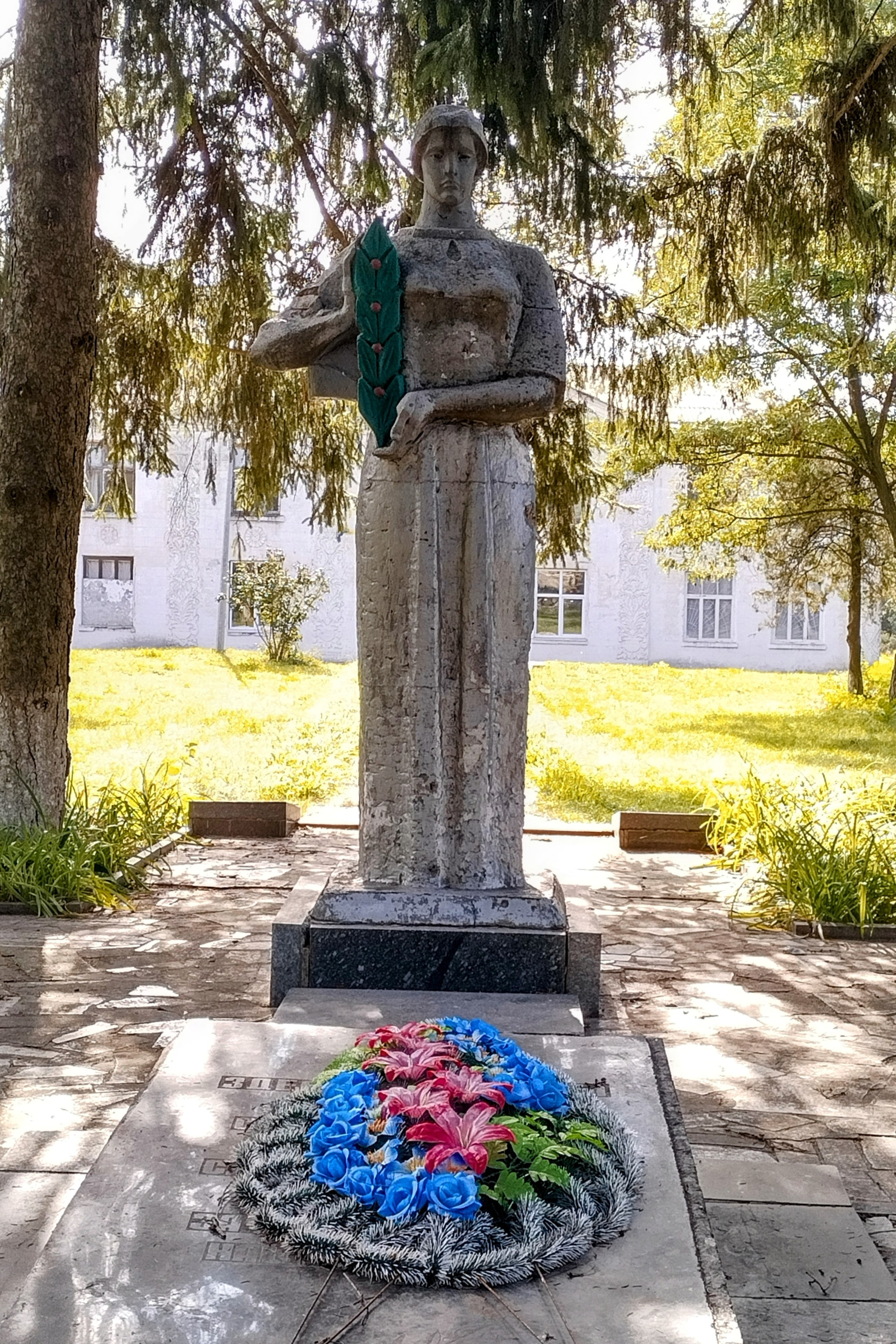
Військовий меморіал
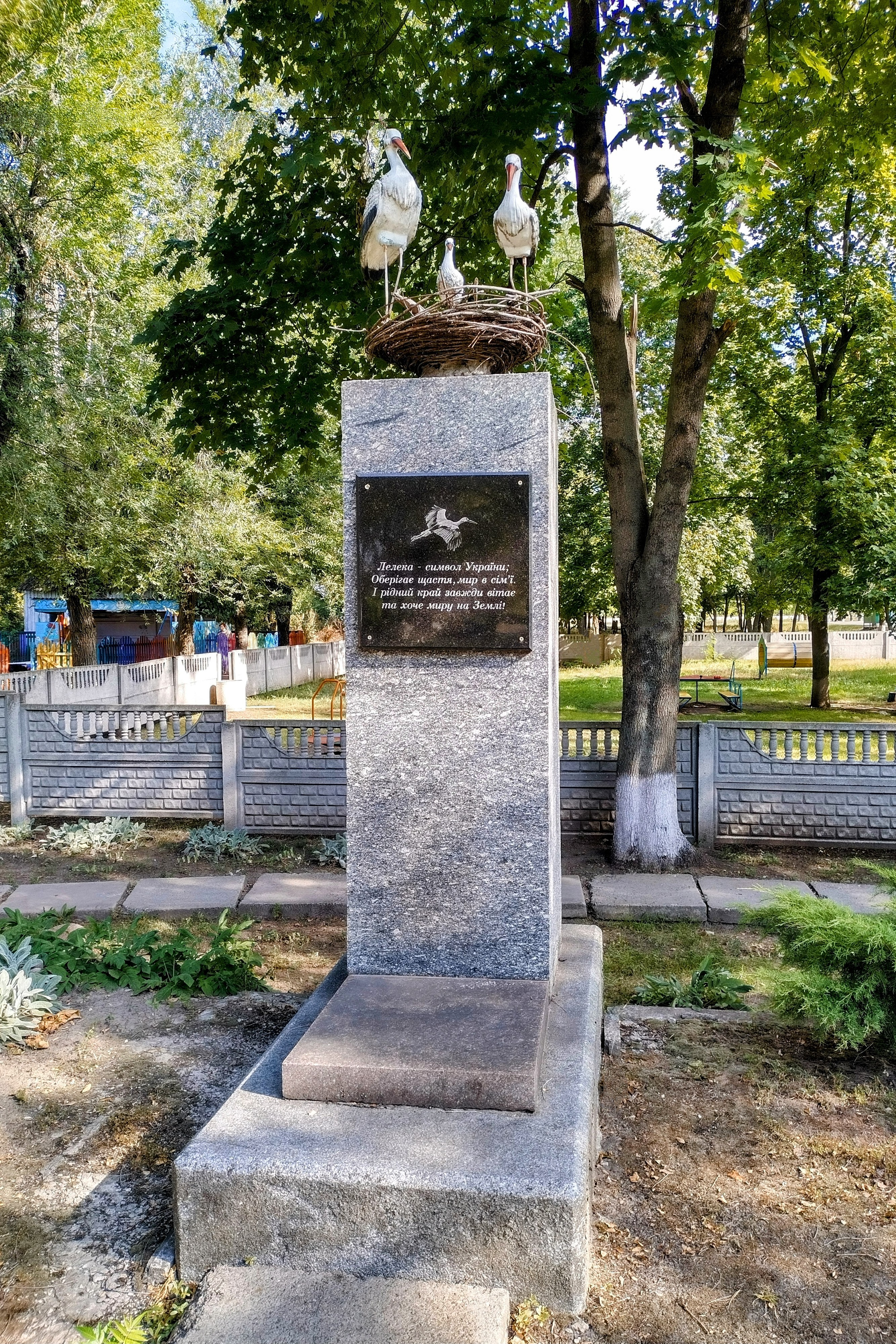
Пам'ятник "Лелекі"